# 327989 Howieglatter
327989 Howieglatter è un asteroide della fascia principale. Scoperto nel 2007, presenta un'orbita caratterizzata da un semiasse maggiore pari a 2,9107717 au e da un'eccentricità di 0,0889257, inclinata di 9,72408° rispetto all'eclittica.